# Richard Hare Mervyn
Richard Mervyn Hare (Backwell, Somerset, 21 de març de 1919 - Ewelme, Oxfordshire, 29 gener de 2002) va ser un filòsof anglès sobre moral que va ser professor de Filosofia Moral a la Universitat d'Oxford des del 1966 fins al 1983, i després va ensenyar diversos anys a la Universitat de Florida. La seva ètica meta-teories van ser molt influent durant la segona meitat del segle xx.
Richard Hare Mervyn és conegut pel seu desenvolupament del prescriptivisme com una teoria meta-ètica. Ell creia que les característiques formals del discurs moral es podria utilitzar per mostrar que el raonament moral correcte conduirà a la majoria dels agents a una forma d'utilitarisme de preferència.
Alguns dels seu deixebles, com Brian McGuinness i Bernard Williams es van convertir en coneguts filòsofs. Peter Singer (iniciador del concepte dels drets dels animals) també va ser deixeble seu.

## Llibres fonamentals
- Hare, R.M. The Language of Morals. 1952
- Hare, R.M. Moral thinking: Its levels, method, and point, Oxford: Oxford University Press